# Autodefesa da República da Polônia
A Autodefesa da República da Polônia (português brasileiro) ou Polónia (português europeu) (em polaco: Samoobrona Rzeczypospolitej Polskiej). SRP, é um partido político e uma central sindical da Polônia. A Autodefesa combinava políticas económicas populistas e estatistas com um conservadorismo religioso católico e um marcado eurocepticismo e foi incluído no espectro político de extrema-direita.

## Resultados eleitorais

### Eleições legislativas

#### Sejm
| Data | Votos     | %         | Deputados | +/- | Status            |
| ---- | --------- | --------- | --------- | --- | ----------------- |
| 1991 | 3 247     | 0,0 (#29) | 0 / 460   |     | N/D               |
| 1993 | 383 967   | 2,8 (#11) | 0 / 460   | =   | N/D               |
| 1997 | 10 073    | 0,1 (#14) | 0 / 460   | =   | N/D               |
| 2001 | 1 327 624 | 10,2 (#3) | 53 / 460  | 53  | Apoio parlamentar |
| 2005 | 1 347 355 | 11,4 (#3) | 56 / 460  | 3   | Governo           |
| 2007 | 247 335   | 1,5 (#5)  | 0 / 460   | 56  | N/D               |
| 2011 | 9 733     | 0,1 (#11) | 0 / 460   | =   | N/D               |

#### Senado
| Data | Deputados | +/- | Status            |
| ---- | --------- | --- | ----------------- |
| 1991 | 0 / 100   |     | N/D               |
| 1993 | 0 / 100   | =   | N/D               |
| 1997 | 0 / 100   | =   | N/D               |
| 2001 | 2 / 100   | 2   | Apoio parlamentar |
| 2005 | 3 / 100   | 1   | Governo           |
| 2007 | 0 / 100   | 3   | N/D               |
| 2011 | 0 / 100   | =   | N/D               |

### Eleições presidenciais
| Data | Candidato apoiado | 1ª Volta      | 1ª Volta      | 2ª Volta | 2ª Volta |
| Data | Candidato apoiado | Votos         | %             | Votos    | %        |
| ---- | ----------------- | ------------- | ------------- | -------- | -------- |
| 1995 | Andrzej Lepper    | 235 797       | 1,3 (#9)      |          |          |
| 2000 | Andrzej Lepper    | 537 570       | 3,1 (#5)      |          |          |
| 2005 | Andrzej Lepper    | 2 259 094     | 15,1 (#3)     |          |          |
| 2010 | Andrzej Lepper    | 214 657       | 1,3 (#7)      |          |          |
| 2015 | Não concorreu     | Não concorreu | Não concorreu |          |          |

### Eleições europeias
| Data | Votos   | %         | Deputados | +/- |
| ---- | ------- | --------- | --------- | --- |
| 2004 | 656 782 | 10,8 (#4) | 6 / 54    |     |
| 2009 | 107 185 | 1,5 (#7)  | 0 / 50    | 6   |
| 2014 | 2 729   | 0,0 (#12) | 0 / 51    | =   |